# Ponte Lambro
Ponte Lambro är en ort och kommun i provinsen Como i regionen Lombardiet i Italien. Kommunen hade 4 326 invånare (2018).